# Germain Muller
Germain Muller (Strasburgo, 23 luglio 1923 – Strasburgo, 10 ottobre 1994) è stato un drammaturgo, poeta, attore teatrale umorista e politico francese, cofondatore (1946) del cabaret satirico De Barabli e autentico rappresentante dell'anima alsaziana.